# Physena sessiliflora
Physena sessiliflora Tul. – gatunek rośliny z rodziny Physenaceae Takht. Występuje endemicznie na Madagaskarze. 

## Morfologia
PokrójZrzucający liście krzew dorastające do 1–2 m wysokości. Gałęzie są mocne, mniej lub bardziej szorstkie. Młode pędy są owłosione.
LiścieMają podłużny lub eliptyczny kształt. Mierzą 2,2–5,5 cm długości oraz 0,8–1,8 cm szerokości. Są skórzaste. Nasada liścia jest rozwarta. Blaszka liściowa jest całobrzega, o tępym wierzchołku. Ogonek liściowy jest nagi.
KwiatySą jednopłciowe, pojedyncze lub zebrane po 2–3 w grona, rozwijają się w kątach pędów. Mają 5–6 działek kielicha różniących się od siebie, o podłużnie owalnym kształcie i długości 1–2 mm. Kwiaty męskie mają 8–10 pręcików.

## Biologia i ekologia
Roślina dwupienna. Rośnie w zaroślach na suchym, jałowym podłożu, a według innych źródeł na brzegach rzek, bagnach i w lasach namorzynowych. Występuje na terenach nizinnych, na wysokości do 500 m n.p.m.